# 神林浩

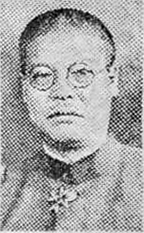
神林浩

神林 浩（かんばやし ひろし、1890年（明治23年）7月14日 - 1966年（昭和41年）4月12日）は、日本の陸軍軍人、医師。最終階級は陸軍軍医中将。旧姓・小岩井。

## 略歴
長野県出身。小岩井永次郎の二男として生まれ、神林玄進の養子となる。松本中学校（現長野県松本深志高等学校）、第二高等学校を経て、1917年（大正6年）6月に東京帝国大学医科大学を卒業し、二等軍医に任官し歩兵第56連隊付となる。1918年（大正7年）6月、久留米衛戍病院付となる。1920年（大正9年）8月、陸軍軍医学校に専攻学生として入学。1921年（大正10年）4月、一等軍医に昇進。その後、東京陸軍幼年学校付、陸軍省医務局課員を務め、1925年（大正14年）3月、医学博士の学位を受けた。
1926年（大正15年）3月、三等軍医正に進級し竜山衛戍病院付となる。1927年（昭和2年）7月、医務局課員に就任し、兼軍医学校教官を務め、1930年（昭和5年）8月、二等軍医正に昇進。1935年（昭和10年）3月、東京第二衛戍病院（現国立成育医療研究センター）長に就任し、同年8月、一等軍医正に進んだ。
1937年（昭和12年）3月、医務局衛生課長に転じた。小泉親彦医務局長を補佐して厚生省の設立に尽力した。1938年（昭和13年）12月、軍医少将に進級し軍医学校幹事兼教官となる。1941年（昭和16年）3月、北支那方面軍軍医部長に発令され日中戦争に出征。同年11月、軍医中将に進んだ。同年12月、支那派遣軍軍医部長に転じ、1943年（昭和18年）3月、陸軍省医務局長に発令されて帰国し終戦を迎えた。1945年（昭和20年）11月に復員した。1947年（昭和22年）11月28日、公職追放仮指定を受けた。
その後、開業医となった。

## 栄典
位階
- 1937年（昭和12年）12月28日 - 正五位
- 1942年（昭和17年）1月15日 - 従四位

勲章
- 1940年（昭和15年）8月15日 - 紀元二千六百年祝典記念章[6]
- 1942年（昭和17年）1月14日  - 勲二等瑞宝章[7]